# Сэквилл, Джон
Джон Сэквилл (англ. John Sackville; 14 марта 1484 — 26 сентября 1557) — английский землевладелец и политический деятель.

## Биография
Джон Сэквилл был старшим сыном эсквайра Ричарда Сэквилла и его супруги Изабель Диггес. О ранней его жизни ничего известно, он упоминается с 1513 года когда начал карьеру в качестве мирового судьи в Эссексе. 
В должности мирового судьи Джон был до 1524 года, являясь также уполномоченным по денежным сборам. После смерти отца в 1524 году, он был переведён в Суррей и Сассекс, где занимал административные должности, среди которых были должность мирового судьи и должность шерифа Сассека и Суррея, которую Джон занимал в 1527―1528 годах и 1540―1541 годах.
В 1542 году Джон был избран в парламент от избирательного округа Ист-Гринстед. В 1544 году он участвовал в покупке монастырских земель в разных частях Англии, которые были потом перепроданы, что принесло его семье высокий доход. 
С 1546 по 1547 годы Джон третий раз служил в качестве шерифа Сассекса и Суррея. В июле 1556 года составил завещание, по которому большая часть его имущества была разделена между бедняками пяти деревень в Сассексе, второй женой и тремя дочерьми. Скончался 26 сентября 1557 года в возрасте 73 лет, был похоронен в приходской церкви в Уитихэме.

## Семья
Первым браком был женат на Маргарет Болейн, дочери сэра Уильяма Болейна. У супругов было шесть детей (3 сына и 3 дочери), старший из которых Ричард (ок. 1507—1566) стал наследником его имущества.
Во второй раз женился на Анне Торрелл (ум. 1582), дочери Хамфри Торрела из Торреллс-холла, этот брак был бездетным.